# عين شمس (فلم)
عين شمس فيلم مصري للمخرج إبراهيم البطوط، وحائز على جوائز في مهرجانات سينمائية دولية؛ بينها جائزة أحسن فيلم في مهرجان تاورمينا بإيطاليا، وجائزة أحسن فيلم أول في مهرجان روتردام للأفلام العربية، وجائزة التانيت الخاص من أيام قرطاج السينمائية.
الفيلم يعتبر من أفلام السينما المستقلة في مصر؛ أي بميزانية محدودة مقارنة بالأفلام الأخرى، إضافة لبقية مواصفات السينما الاعتيادية من نجوم، والاستديوهات، وتحرر من أدوات الصنعة التقليدية.

## محتوى الفيلم
الفيلم يحكى صوتيًا بصوت المشارك في كتابة السيناريو تامر السعيد فيما يبدو «صوت القدر» ويتناول قصة دكتورة ذهبت إلى العراق قبل الغزو الأمريكي في 2003، للبحث في موضوع اليورانيوم المستنفذ الذي ثبت استخدامه في حرب عام 1991، وأدى إلى انتشار أمراض السرطان عند العراقيين، ويذكر صوت القدر حكاية الصياد العراقي الذي قضى سجنا لمدة 12 عاما في عهد صدام بتهمة بيع سجائر غير محلية الصنع.
من ثم يتم الانتقال إلى القاهرة حول رمضان والذي يعمل سائقا خاصا لدى سليم بك أحد رجال الأعمال الجدد في مصر، وكيف يأتي صوت القدر ليذكر أن حياة رمضان ستنقلب رأسا على عقب بعد نبأ مرض ابنته الصغيرة شمس باللوكيميا، ويساعده سليم بك والذي يتورط في مأزق مع أحد البنوك بشأن قرض بعشرات الملايين يصل به إلى حد الانتحار لكنه يختار طريق المخدرات.
الفيلم مدته 90 دقيقة، استمد اسمه من حي عين شمس في مدينة القاهرة، ويذكر التعليق كيف أن الحي والذي كان فيما مضى موقعًا لعاصمة لمصر القديمة «هليوبوليس» صار بشكل سيئ.
كما يقدم الفيلم مجموعة من الشرائح المعاصرة في المجتمع الحالي حول الثري الذي يرشح نفسه للانتخابات عن الحي الفقير...كما يقدم عدد من تدهور مظاهر الحياة المعاصرة كمشهد تقوم فيه الطفلة شمس وأمها وأبيها بجولة بالسيارة في وسط القاهرة لترى مدى سحرها القديم الموصوف في الكتاب الذي قرأته بالإنجليزية، فتكتشف أن الصور القديمة في مخيلتها أجمل بكثير من الواقع.
الفيلم يبتعد عن أسلوب الرواية السائد في السينما، كما أنه لا ينتهي نهاية مغلقة بل مفتوحة تاركة للمشاهد إعادة ترتيب مشاهدته.

## فريق العمل
فريق عمل الفيلم معظمهم من ممثلي المسرح لا السينما وهم: حنان يوسف، بطرس غالي، رمضان خاطر محمد عبد الفتاح هاني المتناوي والطفلة حنان.
التأليف: تامر السعيد وإبراهيم البطوط، والإخراج لإبراهيم البطوط.
الفيلم صور بتقنية كاميرا الديجتال بين مصر والعراق، وبعد إنتاجه تم تحويله إلى فيلم سينمائي عادي «35 مللي» بمنحة مالية من المركز السينمائي المغربي.

## أغنية يا عزيز عيني
ينتهي الفيلم بأغنية «يا عزيز عيني» كتتر للنهاية، وهي من ألحان وكلمات الملحن «أيمن حلمي». الأغنية إعادة إنتاج لأغنية تراثية عن تيمة فولكلورية ولحن لسيد درويش.
الأغنية أداء: مريم صالح سعد، أحمد مصطفي، دودو، وعود كريم سامي.
فيديو التتر على يوتيوب

## منع من العرض
الفيلم أثار ضجيجًا كبيرا في مصر على مدار نحو عام تقريبا، بسبب مدى أحقية سينمائيي السينما المستقلة في تصوير أفلامهم بعيدا عن سطوة النقابات الفنية المصرية وجهاز الرقابة والجهات الأمنية التي يشترط حصولهم جميعا على تصريح بالموافقة قبل التصوير، حيث رفضت الرقابة المصرية عرضه، كون «سيناريو الفيلم لم يحصل على الموافقة قبل التصوير كما لم يحصل على موافقة للعرض بعد انتهاء المونتاج وقبل عرضه للجمهور».